# La Grenouillère
La Grenouillère är en oljemålning av Auguste Renoir från 1869. Den ingår i Nationalmuseums samling i Stockholm. Samma år målade Claude Monet en mycket snarlik oljemålning som är känd under samma namn eller som Bain à la Grenouillère – Bad vid La Grenouillère – som alternativt namn. Den tavlan är utställd på Metropolitan Museum of Art i New York.

Båda målningarna har tillkommit på ön Île de la Chaussée (även Île de la Grenouillère) i floden Seine i höjd med byarna Croissy-sur-Seine och Bougival strax utanför Paris. På ön låg en restaurang och rekreationsanläggning, La Grenouillère (Groddammen), som var populärt bland Paris arbetare och medelklass. Motivet visar en liten ö som fått öknamnet Blomkrukan eftersom ett ensamt träd planterats där. I novellen Pauls flicka beskriver den franska författaren Guy de Maupassant det flytande kaféet La Grenouillère: 
| ” | I omgivningarna rörde sig en ström av promenerande … glädjeflickor med gult hår, överdrivet svällande bröst … ansiktet spacklat med smink … insnörda i extravaganta klänningar och skrikande grannlåt … medan de unga männen i deras sällskap tog sig ut som modeplanscher. Kaféet var fyllt av ett öronbedövande oväsen. | „ |

I september 1869 tillbringade konstnärerna Renoir och Monet några dagar där. De målade samma motiv, flera gånger ur olika perspektiv. Ambitionen var att fånga ögats intryck, l’impression, av motivet på duken. De arbetade med korta snabba penseldrag i rena, oblandade färger. La Grenouillère representerade ett nytt sätt att måla men också ett nytt slags motiv – det moderna livet och dess kommersiella och offentliga platser. Målningen är ett av de verk som tydligast representerar den impressionistiska målartekniken som både Renoir och Monet utvecklade under sommaren 1869.